# Dyschiriognatha argyrostilba
Dyschiriognatha argyrostilba là một loài nhện trong họ Tetragnathidae.
Loài này thuộc chi Dyschiriognatha. Dyschiriognatha argyrostilba được Octavius Pickard-Cambridge miêu tả năm 1876.